# 2008年喀什袭击事件
2008年喀什袭击事件是2008年8月4日发生于中國新疆維吾爾自治區喀什市的一次针对武警的恐怖襲擊案件，中国官方将此次事件定性为“恐怖袭击”。在案件中，两名男子驾车对正在出操的喀什市边防支队武警发动袭击，共造成武警17人死亡、15人受伤。

## 经过
库尔班江·依明提和阿不都热合曼·阿扎提长期受宗教极端思想的宣传、鼓动，多次预谋、策划实施抢夺枪支、袭击军警部队、爆炸、暗杀等恐怖活动。2008年2、3月间，二人购买了制造枪支、弹药、爆炸物的材料，非法制造了11枚爆炸装置、2支枪支和多发子弹，并选定中国人民武装警察部队喀什地区边防支队官兵为恐怖袭击目标。同年8月4日6时许，二人携带自制的枪、弹、爆炸装置和购买的刀、斧等作案工具，驾驶盗用的重型自卸货车，来到喀什地区边防支队驻地附近守候。8时许，当武警官兵出操跑出边防支队大门时，阿不都热合曼·阿扎提即驾车高速从背后向列队的武警官兵疯狂冲撞、碾轧，致15人死亡，13人受伤，货车失控冲向路面后翻车，阿不都热合曼·阿扎提从车中出来，持自制枪向武警射击未果，又引爆一枚自制爆炸装置，致1人死亡，库尔班江·依明提身着武警夏季军服，先朝边防支队大门哨兵投掷一枚自制爆炸装置，又持双刀乱砍被碾轧致伤的武警，致1人死亡、2人受伤。二人被当场抓获。
最后，警方从现场缴获自制爆炸装置9枚、自制枪1支和部分宣扬“圣战”内容的宣传品等。据调查，被當場抓獲的兩名犯罪嫌疑人全為男性、分別是：阿不都熱合曼·阿扎提，33歲，職業為賣菜小販；庫爾班江·依明提，28歲，職業為出租車司機。此外，根據當地警方初步偵查顯示，上述從現場繳獲的爆炸裝置與2007年12月25日在新疆所搗毀的「東突」恐怖訓練營地繳獲的爆炸裝置屬相同的裝置。 
據嫌犯供稱，兩名嫌犯在行動前留有遺書。
新华网北京2008年12月17日电， 新疆维吾尔自治区喀什地区中级人民法院依法开庭审理并公开宣判了8月4日发生在喀什市的暴力恐怖袭警案件，被告人库尔班江·依明提和阿不都热合曼·阿扎提因犯非法制造枪支、弹药、爆炸物罪和故意杀人罪，依法被判处死刑，剥夺政治权利终身。2009年4月9日上午11时，新疆喀什地区中级人民法院在喀什地区体育场院召开宣判大会，对2008年8月4日制造新疆喀什市的暴力恐怖袭警案被告人库尔班江·伊明提、阿不都热合曼·阿扎提宣布最高人民法院（2009）刑二复88044042号核准死刑刑事裁定书，并根据最高人民法院院长签发的死刑命令，依照《中华人民共和国刑事诉讼法》的规定，对两名犯罪验明正身，押赴刑场执行死刑。

## 影响
這次恐怖襲擊的動機未明，亦未有任何組織宣稱負責，但由於事件距北京舉辦的第29屆夏季奧林匹克運動會開幕日僅四天，故引起各界高度關注。

## 各方反应
事件发生后，被中国政府视为恐怖组织的世界维吾尔大会在接受BBC采访时称“无法控制维族人在国内的军事反抗行动”，并呼吁“维族人要保持克制”。
2009年4月9日，新疆维吾尔自治区喀什地区中级人民法院召开宣判大会，将库尔班江·依明提和阿不都热合曼·阿扎提押赴刑场执行死刑。

## 参見
- 新疆恐怖活动列表
- 2008年新疆反政府示威
- 公安边防部队

## 外部連結
- . 新华网. 2008年8月5日  [2008-08-05]. （原始内容存档于2012-08-29）.
- BBC中文网：新疆喀什警局遭炸弹袭击16人死亡（页面存档备份，存于）
- . BBC. 2008年8月5日  [2008-08-06]. （原始内容存档于2020-11-09）.